# Tim Bowler
Tim Bowler född 14 november 1953 i Leigh-on-Sea, Essex, är en brittisk författare av ungdomslitteratur och översättare. 
Bowler studerade svenska och Skandinavistik vid universitetet i Norwich. Sedan 1990 arbetar han som författare och översättare.

## Utgivet på svenska
- Flodpojken 1999
- Blade Bokserie 2009

## Priser och utmärkelser
- Carnegie Medal 1997 för River Boy